# Wellington Heath
Wellington Heath est une paroisse civile et un village du Herefordshire, en Angleterre.